# Ferrohögbomita-2N2S
La ferrohögbomita-2N2S és un mineral de la classe dels òxids, que pertany al grup de la högbomita. Rep el seu nom per la seva composició química i la seva relació amb el grup de la högbomita.

## Característiques
La ferrohögbomita-2N2S és un òxid de fórmula química (Fe,Mg,Zn,Al)₃(Al,Ti,Fe)₈O15(OH). Va ser aprovada com a espècie vàlida per l'Associació Mineralògica Internacional l'any 2001. Cristal·litza en el sistema hexagonal. La seva duresa a l'escala de Mohs es troba entre 6 i 7.
Segons la classificació de Nickel-Strunz, la ferrohögbomita-2N2S pertany a «04.CB: Òxids amb proporció metall:oxigen = 2:3, 3:5, i similars, amb cations de mida mitja» juntament amb els següents minerals: brizziïta, corindó, ecandrewsita, eskolaïta, geikielita, hematites, ilmenita, karelianita, melanostibita, pirofanita, akimotoïta, auroantimonita, romanita, tistarita, avicennita, bixbyita, armalcolita, pseudobrookita, mongshanita, zincohögbomita-2N2S, zincohögbomita-2N6S, magnesiohögbomita-6N6S, magnesiohögbomita-2N3S, magnesiohögbomita-2N2S, pseudorútil, kleberita, berdesinskiita, oxivanita, olkhonskita, schreyerita, kamiokita, nolanita, rinmanita, iseïta, majindeïta, claudetita, estibioclaudetita, arsenolita, senarmontita, valentinita, bismita, esferobismoïta, sil·lenita, kyzylkumita i tietaiyangita.

## Formació i jaciments
Va ser descoberta a Ain Taiba, a la província d'Alger, a Algèria. També ha estat descrita a l'estat de Nova York (Estats Units), a Myanmar, a Austràlia i a l'Antàrtida.